# パチ夫くんシリーズ
パチ夫くんシリーズ（パチおくんシリーズ）は、1987年から1998年にかけてココナッツジャパンエンターテイメントから発売されていたコンピュータゲームシリーズ。基本的なジャンルはパチンコゲームだが、アクションゲームやパズルゲームなどもある。

## シリーズ一覧
- 目指せパチプロ パチ夫くん（1987年12月18日、ファミリーコンピュータ）
- パチ夫くん2（1989年1月30日、ファミリーコンピュータ）
- アメリカンドリーム（1989年9月23日、ファミリーコンピュータ）American Dream (video game) ※
- パチンコタイム（1989年12月08日、ゲームボーイ）※
- パチ夫くん3 帰ってきたパチ夫くん（1990年10月26日、ファミリーコンピュータ）
- パチ夫くん 幻の伝説（1991年4月19日、PCエンジン）
- パチ夫くん4（1991年11月22日、ファミリーコンピュータ）
- パチ夫くん 十番勝負（1992年3月13日、PCエンジン）
- パチ夫くんスペシャル（1992年12月11日、スーパーファミコン）
- パチ夫くん 笑う宇宙（1992年12月22日、PCエンジン）
- アクションパチ夫（1993年4月9日、スーパーファミコン）
- パチ夫くん5（1993年6月18日、ファミリーコンピュータ）
- パチ夫くん（1993年11月19日、ゲームボーイ）
- パチ夫くん3 パチスロ&パチンコ（1994年4月15日、PCエンジン）
- パチ夫くん キャッスル（1994年4月22日、ゲームボーイ）
- パチ夫くんSPECIAL2（1994年5月20日、スーパーファミコン）
- パチ夫くん2（1994年11月25日、ゲームボーイ）
- パチ夫くん パチンコランド大冒険（1995年4月14日、PlayStation）
- パチ夫くん3（1995年4月28日、ゲームボーイ）
- パチ夫くんFX 幻の島大決戦（1995年9月22日、PC-FX）
- パチ夫くんSPECIAL3（1995年12月1日、スーパーファミコン）
- パチ夫くん ゲームギャラリー（1996年11月29日、ゲームボーイ）
- 帰ってきたパチ夫くん〜DREAM COLLECTION〜（1998年7月2日、PlayStation）
- SuperLite 1500 シリーズ パチ夫くん（1999年10月28日、PlayStation）- サクセス発売

※の2作は、タイトルに「パチ夫」は付かないがゲーム中のキャラには主役でパチ夫くんが登場。

## 専用パチンコ コントローラー
ココナッツジャパンは、PCエンジンの『パチ夫くん 幻の伝説』では専用のパチンコ コントーラーを同梱して発売した。その後にPCエンジン用とファミコン用にパチンコ コントローラーのみを単品でも発売し、これ以降にリリースされた同社のパチンコ関連のゲームではこのパチンコ コントローラーに対応となっていた。

## キャラクター
- パチ夫
- 銀子
- マール
- ドンパチ

アクションパチ夫では、パチ夫に助けられた後にヒゲを引き摺って転がるシーンがある。

## 評価
『パチ夫くんスペシャル』はTheスーパーファミコンザ・テストプレイでは総合評価54点（100点満点）。レビュアーは完成度が高く手軽に遊べる、台はSFCのグラフィックで表示されるのが良く種類もある、一方でハンドルの微調整が難しいように感じる、画面切り替えがやや遅い、台の釘のバリエーションが少ないように感じる、他のパチンコシミュレータと大差なく他機種版を持っているなら買う気が起こる斬新な仕掛けなどはないとした。